# Форарльберг

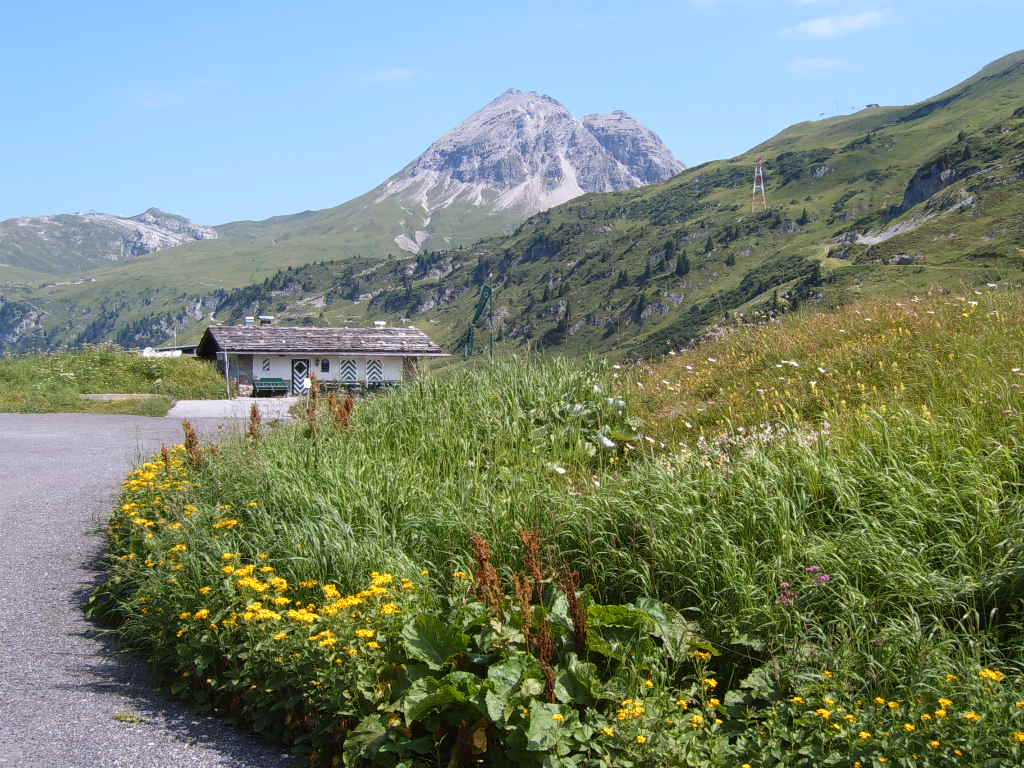
Флексен

Административная карта земли Форарльберг, и её четыре округа

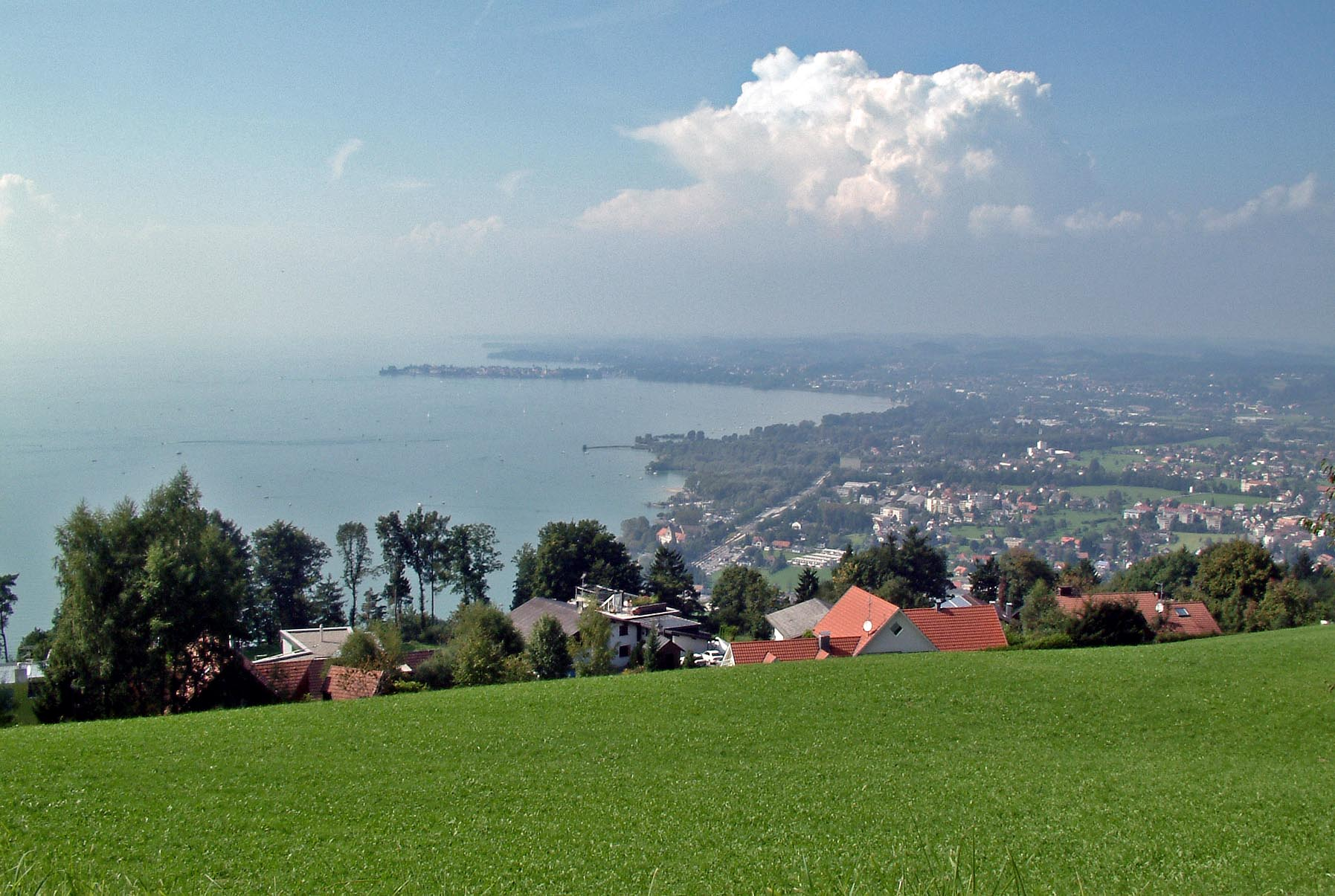
Окрестности Брегенца

Фо́рарльберг (нем. Vorarlberg [ˈfoːɐ̯ʔaʁlbɛʁk] — «под Арльбергом») — федеральная земля современной Австрийской республики. Столица федеральной земли (области) — город Брегенц, крупнейший город земли — Дорнбирн (50 257 чел.).
Население Форарльберга составляет 402 303 человека (2021).
На территории региона распространён особый диалект немецкого языка, относящийся к группе алеманнских.

## География
Форарльберг расположен на западе Австрии, граничит с Германией, Швейцарией и княжеством Лихтенштейн, а также с федеральной землёй Австрии Тиролем.
Через территорию земли проложена Форарльбергская железная дорога. Площадь территории 2601 км² (8-е место). В северном Форарльберге находится Брегенцский лес.

## Население
По состоянию на 31 декабря 2021 года в качестве основного места жительства в Форарльберге зарегистрировано 402 303 жителя разного происхождения, только 325 700 человек владеют
австрийским гражданством. Население состоит из 200 203 мужчин и 202 100 женщин, доля детей (до 14 лет) составляет 15,9 %, доля лиц трудоспособного возраста от 15 до 64 лет составляет 66,1 %, пожилые люди (в возрасте 65 лет и старше) составляют 18,0 %.
Число иностранцев, проживающих в Форарльберге, равно 76 600 чел., 45 % из них имеют паспорта стран-членов ЕС. Самая большая группа иностранцев, 19 199 человек, имеет немецкое гражданство. Также 12 806 граждан Турции, 3146 Сербии, 3173 Хорватии, 3584 граждан Боснии и Герцеговины, 3 374 сирийцев, 3418 румын и 3031 венгров.

## История
В 15 году до нашей эры римляне завоевали эту местность, названною в будущем Винделицией. В период Римской империи территория Форарльберга входила в состав провинции Реция. С началом Великого переселения народов эти земли заселили германцы-алеманны. В 748 году из всех современных австрийских территорий Форарльберг первым попал под власть Франкского государства и подчинялся епископам Кура, которые находились под особым покровительством Каролингов. В начале IX века образовались первые светские владения Линцгау, Аргенгау и Альпгау. В X веке территория вошла в состав герцогства Швабия. В этот период наиболее влиятельными феодалами являлся дом Бурхардингов, представители которого некоторое время были герцогами Швабии.
Особенностью этой территории стала крайняя степень феодальной раздробленности: здесь образовалось несколько десятков полунезависимых сеньорий, постоянно конфликтующих между собой. Церковная принадлежность также была сильно запутана: долина Инна относилась к епископству Кур, верхний Лех — к Аугсбургскому епископству, а остальная территория подчинялась Констанцскому епископу.
В XI веке крупнейшими землевладельцами на этой территории были графы Буххорна и Брегенца, между которыми развернулась затяжная война: графы Букхорна входили в партию гибеллинов, а Брегенц занимал сторону гвельфов. Победу одержал граф Брегенца Рудольф I (1097—1160), которому удалось впервые объединить под своей властью весь край. В его правление началось развитие горного дела, активная внутренняя колонизация, укрепилась экономическая роль городов.
После его смерти Форарльберг вновь на долгие годы оказался разделённым внутренними конфликтами местных феодалов, в которые не упускали случая вмешиваться соседние крупные княжества: Бавария, Цоллерн, Швабия, Габсбург. К середине XIII века на этой территории существовало пять независимых графств, наиболее влиятельным среди которых были правители Фельдкирха из династии Монфортов, верные сторонники Габсбургов. С тех пор герб Форарльберга воспроизводит герб Тюбингенского владетельного дома (к которому принадлежали Монфорты).
Форарльберг в средние века находился во владении графов Монфор, которые, начиная с XIV века, постепенно продали его Австрии.
Географическое положение земли таково, что по ней проходили многие армии, которым надо было обогнуть Боденское озеро, по этой причине на территорию посягали швейцарцы, баварцы и даже шведы. В XIV веке страной овладели валезаны и правили здесь до того времени, пока им не заинтересовались Габсбурги.
На 1902 год Форарльберг был самой маленькой из коронных земель Австро-Венгерской монархии, принадлежащая к её Цислайтанской части, с отдельным областным устройством, собственным областным ландтагом и областным управлением. На 1909 год площадь кронланда составляла 2 602 км²., и проживало около 130 000 жителей обоего пола. Местные жители в основном были заняты в сельском хозяйстве (скотоводство) и в хлопчатобумажной, прядильной, красильной, писчебумажной и деревообрабатывающей промышленности.
11 мая 1919 года почти 81 % проголосовавших на региональном плебисците высказался за выход из состава Германской Австрии и начало ведения переговоров со Швейцарией о присоединении к ней, что было связано с преобладанием в Форарльберге лиц алеманнского происхождения, в то время как в основной части Австрии проживают австро-баварцы. Однако итало- и франкоязычные швейцарцы, германоязычные кальвинисты и австрийское правительство были против такого изменения границ и союзники на Сен-Жерменской мирной конференции проигнорировали волеизъявление жителей Форарльберга. Даже в XXI веке около 52 % населения федеральной земли хотели бы войти в состав Швейцарии.
В 1938 году земля Форарльберг, как и вся Австрия, стала частью Третьего рейха. С 1942 года по 1945 год существовало рейхсгау Тироль-Форарльберг.

## Административное деление
Земля делится на 4 округа:
| Название  | Автомобильный код | Площадь, км² | Население, чел. (2013) | Административный центр |
| --------- | ----------------- | ------------ | ---------------------- | ---------------------- |
| Блуденц   | BZ                | 1287,52      | 61 294                 | Блуденц                |
| Брегенц   | B                 | 863,34       | 128 140                | Брегенц                |
| Дорнбирн  | DO                | 172,37       | 83 517                 | Дорнбирн               |
| Фельдкирх | FK                | 278,26       | 101 228                | Фельдкирх              |

## Достопримечательности
Достопримечательностями Брегенца являются городская ратуша, башня Санкт-Мартинстурм (XVII в.) с небольшим музеем оружия, дворцы князей Турн-и-Таксис, Дом конгрессов и фестивалей, музей «Форарльбергер-Ландсмузеум» с коллекцией картин австрийских художников и «Сафари-зоопарк» на горе Пфандер (1064 м).
Очень важную роль в экономике Форарльберга играет иностранный туризм. Живописное Боденское озеро, красивые горные ландшафты, большое количество исторических памятников, традиционные брегенцские фестивали, горно-спортивные комплексы притягивают сотни тысяч иностранных туристов. В среднем регистрируется около 7,7 миллионов туристов/ночевок в год. По последнему показателю Форарльберг занимает в зимний сезон 3-е место в стране после Тироля и Зальцбурга, а летом — 4-е место после Тироля, Зальцбурга и Каринтии.

## Образование
Университет прикладных наук Форарльберга в Дорнбирне — единственное высшее учебное заведение Форарльберга. Был основан как технинкум Форарльберга в 1989 году, статус университета получил в 1999-м. Университет предлагает программы бакалавриата и магистратуры в области бизнеса, инженерии и технологий, а также дизайна и социальных отношений. В настоящее время проходят обучение около 1400 студентов. Форарльбергский университет считается одним из лучших прикладных университетов Австрии в области технологий.

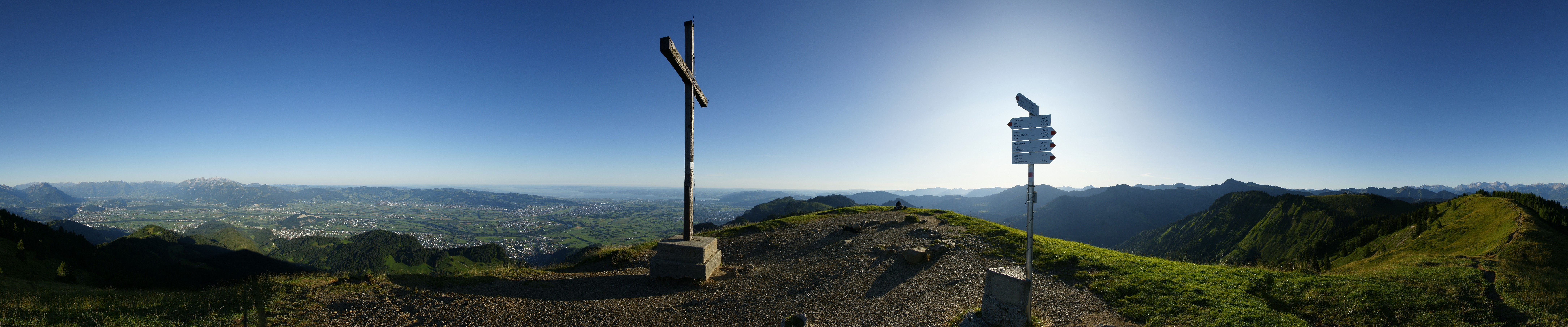
Панорама окрестностей Брегенца